# Origin Recognition Complex
ORC o Complesso legato all'origine di replicazione è un complesso multiproteico (6 subunità) fondamentale nel processo di replicazione del DNA. Esso segnala l'origine di replicazione legandosi e marcando le sequenze ori in tutti gli eucarioti in modo ATP-dipendente. 
Durante la fase G1 del ciclo cellulare, l'ORC recluta le proteine Cdc6 e Cdt1. Una volta formato, l'ORC è attivato da due chinasi, CDK e DDK, che causano la transizione che sfocia nella replicazione del DNA.
La somma di ORC, Cdc6, Cdt1 e le proteine Mcm da loro richiamate (Mcm da 2 a 7 che formano il complesso MCM ossia DNA elicasi) dà origine al pre Replication Complex (preRC).